# 龍門滝
龍門滝（りゅうもんだき）は、鹿児島県姶良市加治木町を流れる網掛川中流にある高さ46メートル、幅43メートルの滝。日本の滝百選に選ばれている。「龍門の滝」（りゅうもんのたき）とも呼ばれる。
網掛川がシラス台地から姶良平野へ流下する出口にあたり、比較的開けた場所にあるため、九州自動車道を走行する車内からなど、遠方から眺めることもできる。上流から農業用水が取水されるため季節や天候によって水量が大きく変動する。特に5月末から9月にかけての農繁期に少雨が重なると滝の流れはほとんどなくなることがある。滝の近くに龍門滝温泉がある。龍門滝北方上流にある板井手の滝までの渓流沿いや、西方にある石畳道の龍門司坂までの地域は「龍門滝の森」と名付けられている。
龍門滝の岩盤は更新世に国分層群と呼ばれる地層へ貫入したマグマが冷えて固まった安山岩であり、柱状節理が発達している。龍門滝の南東約1キロメートルに聳える蔵王岳も同様なマグマの貫入によってできた火山岩頸である。

## 歴史
中国の龍門瀑に似ていることから龍門滝と名付けられた。藩主島津忠恒の和歌に詠まれたり、橘南谿の『西遊記』において賞賛を受けるなど薩摩藩内随一の名滝として知られ、儒者の安井息軒もここを訪れている。加治木城主の島津久徴が滝近くの丘に建てさせた観音像が今も残されている。
かつて滝が森に囲まれていた頃、老婆が滝壺で洗濯をしていると大波が起こり大蛇が現れたという伝説があり、それ以降滝壺で洗濯する者はなくなったといわれる。また、全長4-5尺（1.2-1.5メートル）の亀が生息していたともいわれる。
1989年（平成元年）、周辺に遊歩道やツツジ園などが整備された。1990年（平成2年）4月12日、日本の滝百選に選ばれた。

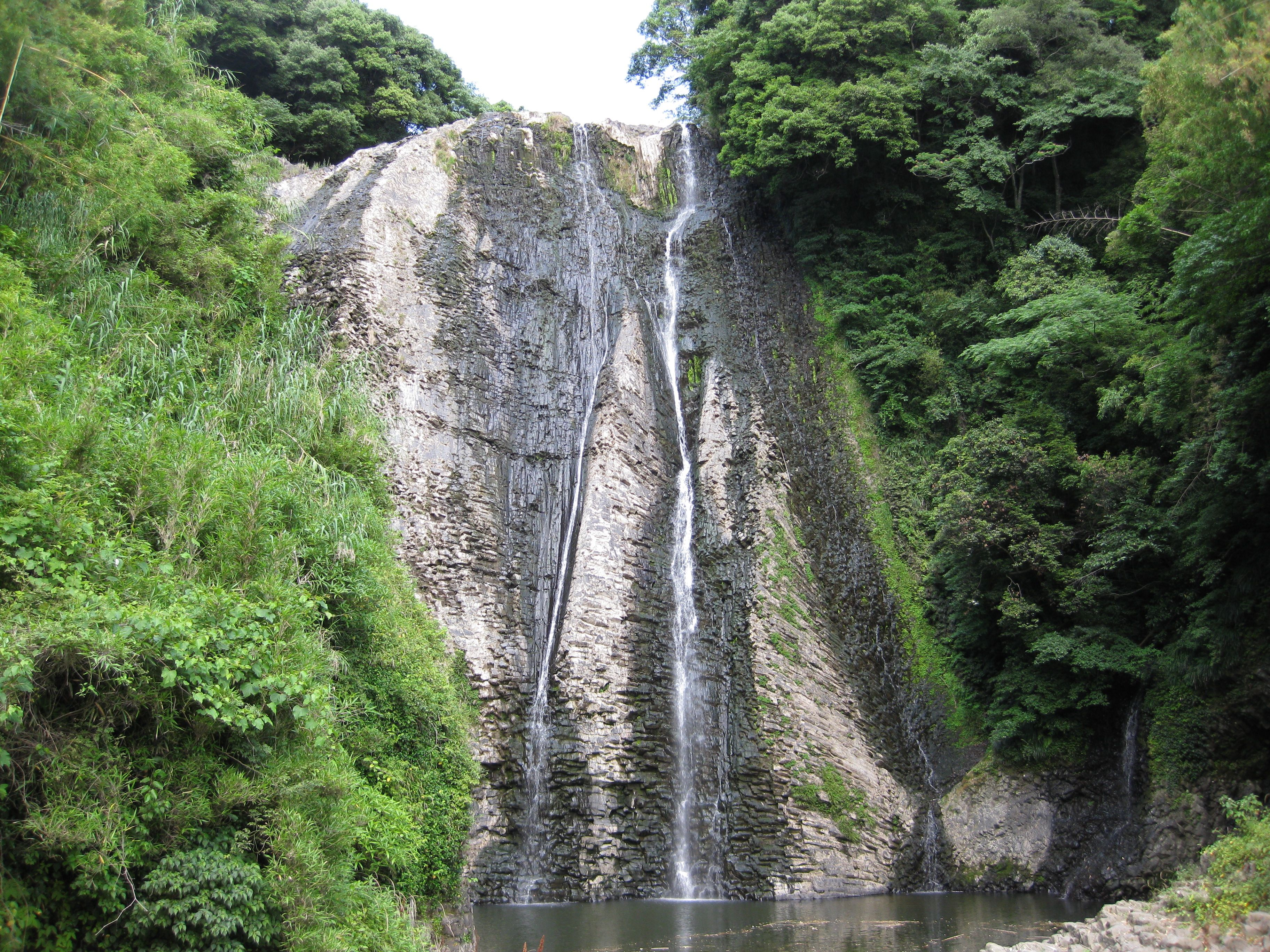
渇水時
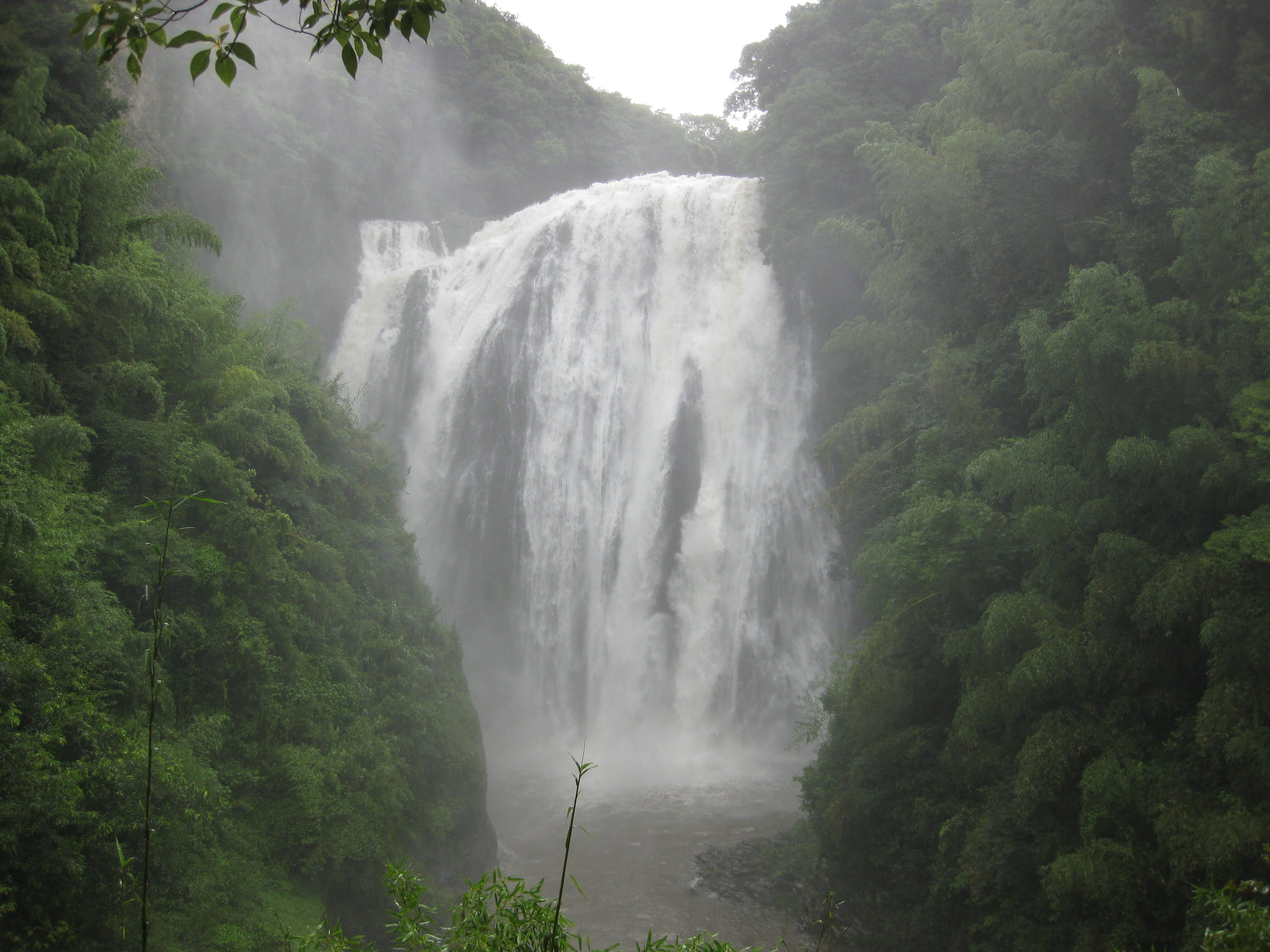
増水時
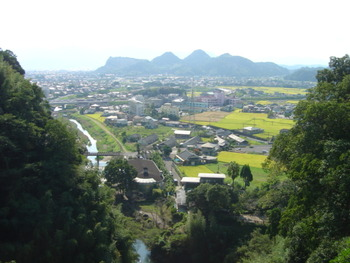
滝の上、展望所から加治木町、九州道の眺め。
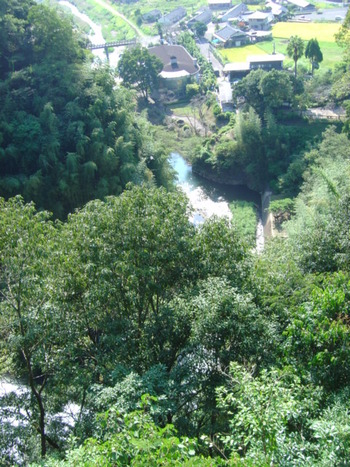
中央の施設は町の入浴施設。
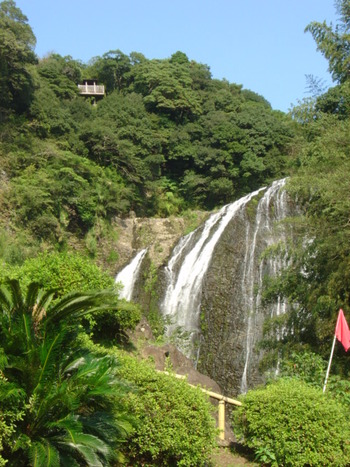
左上に展望所が。側道から上がれる。
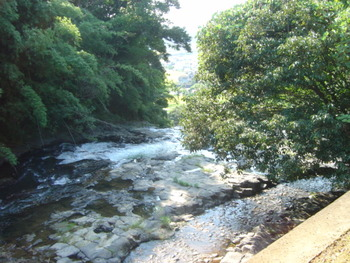
滝の上部